# Turistická značená trasa 7341
 Turistická značená trasa 7341 je 0,7 km dlouhá žlutě značená trasa Klubu českých turistů v okrese Rychnov nad Kněžnou spojující rozcestí v centru Orlického Záhoří s navazující turistickou trasou na nedalekém polském území. Převažující směr trasy je jihovýchodní. Trasa vede po území CHKO Orlické hory.

## Průběh trasy
Turistická trasa má svůj počátek v Orlickém Záhoří konkrétně v místní části Kunštát na rozcestí, kde navazuje na modře značenou trasu 1849 ze Zdobnice. Zpočátku je vedena jižním směrem po silnici II/311 v souběhu se zeleně značenou trasou 4325 směr Pěticestí. Asi po šesti stech metrech trasa odbočuje na východ a po sto metrech končí na mostu přes Divokou Orlici u hraničního přechodu Orlické Záhoří - Mostowice. Zde na ní navazuje rovněž žlutě značená polská turistická trasa do Mostowic a dále do Bystřických hor.

## Turistické zajímavosti na trase
- Kostel svatého Jana Křtitele
- Pomník Ignáce Preisslera